# Ansgar Seifert
Ansgar Seifert (* 4. April 1928; † 8. Mai 2014) war ein deutscher Ministerialbeamter.

## Leben
Seifert, Sohn des langjährigen Sigmaringer Landrats Robert Seifert und katholischer Konfession, studierte von 1948 bis 1951 Rechtswissenschaften in Tübingen. Er war seit 1950 Mitglied der katholischen Studentenverbindung AV Cheruskia Tübingen. Er wurde zum Dr. iur. promoviert.
Er war von 1978 bis 1990 Ministerialdirektor im Kultusministerium Baden-Württemberg und als Amtschef der ständige Vertreter der Minister Roman Herzog und Gerhard Mayer-Vorfelder.